# Félix Bertrán de Lis
Félix Bertrán de Lis (f. 1819) fue un militar español, ejecutado durante el Sexenio Absolutista.

## Biografía
Era hijo de Vicente Bertrán de Lis, que llegó a ser senador. Fue fusilado en Valencia el 22 de enero de 1819, junto a varios compañeros liderados por Joaquín Vidal, por una frustrada conspiración contra el general Elío —al parecer el plan habría girado en torno a tomarle como rehén— durante el periodo conocido como Sexenio Absolutista.